# Ilganii de Jos
Ilganii de Jos – wieś w Rumunii, w okręgu Tulcza, w gminie Nufăru. W 2011 roku liczyła 140 mieszkańców.